# 国府町桜間
国府町桜間（こくふちょうさくらま）は、徳島県徳島市の町名。2010年11月における徳島市の調査による人口は206人、世帯数は69世帯。郵便番号は〒779-3114。

## 地理
徳島市の北西部に位置し、南井上地区に属する。北は昭和9年瀬替え改修以前の飯尾川の旧河道、東は国府町池尻、南は国府町敷地、西は名西郡石井町と接する。飯尾川右岸の自然堤防帯に立地する平地農村。標高5.6〜7.0m。用水路の桜間川や道路・畦畔が格子状に走る。

### 河川
- 飯尾川

### 小字
- 関ノ本
- 銭亀
- 登々路
- 万ノ内
- 宮ノ本
- 家内田

## 歴史
1967年（昭和42年）に名東郡国府町が徳島市に編入し、現在の町名となった。

## 交通

### 道路
都道府県道
- 徳島県道30号徳島鴨島線
- 徳島県道206号西黒田中村線
- 徳島県道230号第十白鳥線